# Wilinton Aponzá
Wilinton Aponzá Carabali (Cali, 29 marzo 2000) è un calciatore colombiano, attaccante del Nikī Volo.

## Carriera
Cresciuto nel settore giovanile dell'América de Cali, nel gennaio del 2020 si trasferisce in Portogallo firmando con il Berço; debutta il 22 febbraio in occasione dell'incontro di Campeonato de Portugal vinto 1-0 contro il Braga B.
Nel 2021 viene acquistato a titolo definitivo dalla Portimonense.

## Statistiche

### Presenze e reti nei club
Statistiche aggiornate al 16 gennaio 2023.
| Stagione            | Squadra             | Campionato          | Campionato | Campionato | Coppe nazionali | Coppe nazionali | Coppe nazionali | Coppe continentali | Coppe continentali | Coppe continentali | Altre coppe | Altre coppe | Altre coppe | Totale | Totale |
| Stagione            | Squadra             | Comp                | Pres       | Reti       | Comp            | Pres            | Reti            | Comp               | Pres               | Reti               | Comp        | Pres        | Reti        | Pres   | Reti   |
| ------------------- | ------------------- | ------------------- | ---------- | ---------- | --------------- | --------------- | --------------- | ------------------ | ------------------ | ------------------ | ----------- | ----------- | ----------- | ------ | ------ |
| gen.-giu. 2020      | Berço               | CdP                 | 3          | 0          | CP              | 0               | 0               |                    | -                  | -                  |             | -           | -           | 3      | 0      |
| 2020-2021           | Berço               | CdP                 | 16         | 4          | CP              | 0               | 0               |                    | -                  | -                  |             | -           | -           | 16     | 4      |
| Totale Berço        | Totale Berço        | Totale Berço        | 19         | 4          |                 | 0               | 0               |                    | -                  | -                  |             | -           | -           | 19     | 4      |
| 2021-2022           | Portimonense        | PL                  | 21         | 1          | CP+CdL          | 1+0             | 0               |                    | -                  | -                  |             | -           | -           | 22     | 1      |
| ago. 2022           | Portimonense        | PL                  | 1          | 0          | CP+CdL          | 0               | 0               |                    | -                  | -                  |             | -           | -           | 1      | 0      |
| Totale Portimonense | Totale Portimonense | Totale Portimonense | 22         | 1          |                 | 1               | 0               |                    | -                  | -                  |             | -           | -           | 23     | 1      |
| 2022-2023           | Covilhã             | LdH                 | 6          | 0          | CP+CdL          | 1               | 0               |                    | -                  | -                  |             | -           | -           | 7      | 0      |
| Totale carriera     | Totale carriera     | Totale carriera     | 47         | 5          |                 | 2               | 0               |                    | -                  | -                  |             | -           | -           | 49     | 5      |